# Indravarman III.
Indravarman III. (Khmer: ឥន្ទ្រវរ្ម័នទី៣), auch als Srindravarman (Khmer: ស្រីន្ទ្រវរ្ម័ន) betitelt, war von 1295 bis 1308 König der Khmer im Reich Angkor.

## Regentschaft
Indravarman III. wurde 1295 nach dem Tode seines Vorgängers und Schwiegervaters Jayavarman VIII. König von Angkor.
Zhou Daguan, der Botschafter des Kaisers der Yuan-Dynastie Timur Khan, ist eine der historischen Hauptquellen für die Geschichte Angkors zu der Zeit. Daguan zufolge hatte Indravarman sich Eisenstücke unter die Haut setzen lassen, um vor Angriffen geschützt zu sein. Außerdem hatte sich Indravarman III. laut Daguan den Thron auf eine merkwürdige Art erschlichen: Seine Ehefrau, die Tochter des alten Königs, hatte ihm das königliche Goldschwert gestohlen, um so den Sohn Jayavarmans in der Thronfolge ausstechen zu können.
Indravarman III. hatte während seiner Zeit als König fünf offizielle Ehefrauen und unterhielt darüber hinaus einen Harem.
Die Regierungszeit des Indravarman III. war von einer religiösen Kehrtwende markiert: wo Jayavarman VIII. den Hinduismus bevorzugt und andere Glaubensgemeinschaften verfolgt hatte, gab Indravarman III. sowohl den hinduistischen Brahmanen als auch den Vertretern des Theravada-Buddhismus seine Unterstützung.
Indravarmans Regentschaft endete 1308. Der nächste König wurde Indrajayavarman.